# Opius finalis
Opius finalis är en stekelart som beskrevs av Fischer 1968. Opius finalis ingår i släktet Opius och familjen bracksteklar. Inga underarter finns listade i Catalogue of Life.